# Јејл латинизација
Јејл латинизације су четири латинизације израђене за време Другог светског рата за потребе војног особља Сједињених Америчких Држава. Они су латинизали четири источноазијска језика: мандарински, кантонски, корејски и јапански. Ове четири латинизације, међутим, нису повезане у том смислу да исто слово једне латинизације може да не представља исти звук на другој латинизацији.

## Мандарински
Мандарински Јејл је развијен за обуку америчких војника како би могли комуницирати са својим кинеским савезницима на бојишту. Уместо да покушају учити регруте да читају стандардну латинизацију тог времена, Вејд-Џајлс, нови систем је изумљен који је користио способности регрута који су већ знали да читају енглески језик, то јест латинизација је користила енглески правопис да представи кинеске звуке. Ова латинизација избјегава главне проблеме који систем Вејд-Џајлс представља неупућеном ученику или спикерима вести кији покушавају прочитати нечије име правилно на јавном форуму, јер не користи знак за „груб дах (аспирацију)“ (који изгледа као апостроф) како би разликовао звукове попут jee и chee. У Вејд-Џајлсу први од тих се пише chi а други ch'i. У Јејл они су писани ji и chi. Јејл такође избјегавају проблема са којима се почетници суочавају када покушавају читати пинјин латинизацију јер користе одређена слова и комбинације слова на такав начин да више не носе њихове очекиване вредности.

## Кантонски
За разлику од мандаринске Јејл латинизације, кантонски Јејл се и даље нашироко користи у књигама и речницима за стандардни кантонски, посебно за стране ученике. Створен од стране Паркер По-Феи Хуанга и Џералд П. Кока, дели неке сличности са пинјином у тим да безвучни, сугласници без даха се представљају словима који се традиционално користе у енглеском и већини осталих европских језика како би изразили звучне гласове. На пример,  је представљен са b у Јејл, док аспирован парњам,  је представљен са p. Збоф ових и других разлога, Јејл латинизација се приказује као лакша јатинизација да говорници америчког енглеског језика читају без много тренирања.

## Почетни глас
| b  | p  | m  | f |
| d  | t  | n  | l |
| g  | k  | ng | h |
| j  | ch | s  |   |
| gw | kw | y  | w |

## Рима слога
| a  | aai | aau | aam | aan | aang | aap | aat | aak |
|    | ai  | au  | am  | an  | ang  | ap  | at  | ak  |
| e  | ei  |     |     |     | eng  |     |     | ek  |
| i  |     | iu  | im  | in  | ing  | ip  | it  | ik  |
| o  | oi  | ou  |     | on  | ong  |     | ot  | ok  |
| u  | ui  |     |     | un  | ung  |     | ut  | uk  |
| eu |     | eui |     | eun | eung |     | eut | euk |
| yu |     |     |     | yun |      |     | yut |     |
|    |     |     | m   |     | ng   |     |     |     |

- Финали m и ng се могу само користити као самостални слоговни назали.

## Тонови
Постоји 9 тона у 6 различитих тонских контура у кантонском језику.
Кантонски Јајл представља тонове са тонским бељешкама и слово h, као што је приказано у следећој табели:
| Бр. | Опис           | представа у Јејлу | представа у Јејлу | представа у Јејлу |
| --- | -------------- | ----------------- | ----------------- | ----------------- |
| 1   | високо-раван   | sī                | sīn               | sīk               |
| 1   | високо-силазни | sì                | sìn               |                   |
| 2   | средњо-узлазни | sí                | sín               |                   |
| 3   | средњо-раван   | si                | sin               | sik               |
| 4   | нискосилазни   | sìh               | sìhn              |                   |
| 5   | нискоузлазни   | síh               | síhn              |                   |
| 6   | нискораван     | sih               | sihn              | sihk              |

- Тонови могу бити написан користећи тонског броја уместо тонског знака и h.
- У савременом стандардном кантонском језику, високо-равни и високо-силазни тонови се не разликују, те стога су заступљени са истим бројем тона.

### Примери
| Традиционално | Упрошћено | Латинизација са тонским знаком | Латинизација са тонским бројем |
| ------------- | --------- | ------------------------------ | ------------------------------ |
| 廣州話        | 广州话    | gwóng jàu wá                   | gwong2 jau1 wa2                |
| 粵語          | 粤语      | yuht yúh                       | yut6 yu5                       |
| 你好          | 你好      | néih hóu                       | nei5 hou2                      |